# Otero de las Dueñas
Otero de las Dueñas es una localidad del municipio de Carrocera, en la provincia de León. 

## Geografía
Está situado al noroeste de la provincia de León en la falda sur de la cordillera Cantábrica y en la margen izquierda del río Luna. Limita al norte con Viñayo, al sur con Benllera, al este con Carrocera y al oeste con Canales.

## Organización política
Esta localidad pertenece actualmente al Ayuntamiento de Carrocera, compuesto por siete pueblos: Benllera, Carrocera, Cuevas de Viñayo, Otero de las Dueñas, Piedrasecha, Santiago de las Villas y Viñayo, siendo Otero de las Dueñas el más importante, ya que tiene prácticamente la mitad de la población del Ayuntamiento. 
Antiguamente, estos pueblos, pertenecían al Concejo de Valdeviñayo, a excepción de Otero de las Dueñas y Santiago de las Villas.

## Comunicaciones
- Está situado en el kilómetro 30 de la carretera CL-623, de León a Villablino por Babia.
- Tiene acceso directo a la autopista Ruta de la Plata, tanto hacia el norte, Gijón y Oviedo, a menos de una hora, 85 km, como hacia el sur, dirección Benavente, Astorga, Burgos, Palencia, Valladolid...
- A 13 kilómetros por la carretera CL-626 está La Robla.
- Se accede a las Tierras de Ordás y Ribera del Órbigo por la carretera LE-420.
- Se llega por la carretera LE-493 hacia la comarca de Omaña.

## Un pueblo milenario
Los primeros datos escritos sobre Otero aparecen en el Siglo IX, aunque su situación primitiva no estaba en el lugar en que hoy lo conocemos. 
La antigua ubicación estaba cerca de lo que los oriundos de este pueblo conocen como “El Alto de las Eras”, el lugar llamado el Castro.
Desde este lugar se divisa todo el territorio, tanto hacia el este como hacia el oeste.
En el movimiento de tierras para la construcción de la citada autopista y lo que es hoy el polígono industrial de “Los Avezales”, aparecieron restos, tanto del antiguo pueblo como de su cementerio.[cita requerida]

### Monasterio Cisterciense
María Núñez, señora de Pinza y Mataluenga entre otras posesiones, fundó en la localidad un importante monasterio femenino cisterciense en los años 1240, después de un largo pleito contra los monjes cistercienses de Sandoval.

## Personas destacadas
- Antonio Viñayo González (1922-2012), eclesiástico y estudioso español.